# Ceriana superba
Ceriana superba är en tvåvingeart som först beskrevs av Samuel Wendell Williston 1887.  Ceriana superba ingår i släktet griffelblomflugor, och familjen blomflugor. Inga underarter finns listade i Catalogue of Life.